# Linux.Wifatch
Linux.Wifatchは、オープンソースのマルウェアである。悪意のある行為には使用されず、他のマルウェアからデバイスを保護することを目的としていると指摘されている。

## 概要
Linux.Wifatchはアンチウイルスソフトウェアのように動作し、Peer to Peerを介して定義を更新し、システム内にある他のマルウェアを削除する。
Linux.Wifatchは、少なくとも2014年11月から活動している。このマルウェアの作者は、Linux.Wifatchのアイデアは、Cornaボットネットの論文を読んだ後に生まれたと述べている。Linux.Wifatchは2015年10月5日に作者によって、GNU General Public Licenseの下でGitLabで公開された。

Linux.Wifatchは複数のアーキテクチャに影響を与える。ARMが83%、MIPSが10%、SH4が7%となっている。

## 動作
Linux.Wifatchの主な感染経路は、弱い認証情報やデフォルトのtelnet認証情報を使ってデバイスにログインすることである。
感染すると、Linux.Wifatchは他のマルウェアを削除し、telnetアクセスを無効にして、"Telnet has been closed to avoid further infection of this device. Please disable telnet, change telnet passwords, and/or update the firmware."（このデバイスへのさらなる感染を避けるため、telnetは閉じられました。Telnetを無効にするか、Telnetのパスワードを変更するか、ファームウェアを更新してください。）というメッセージを表示する。